# Opherten
Opherten ist ein Ortsteil der Gemeinde Titz im Kreis Düren, Nordrhein-Westfalen.

## Lage

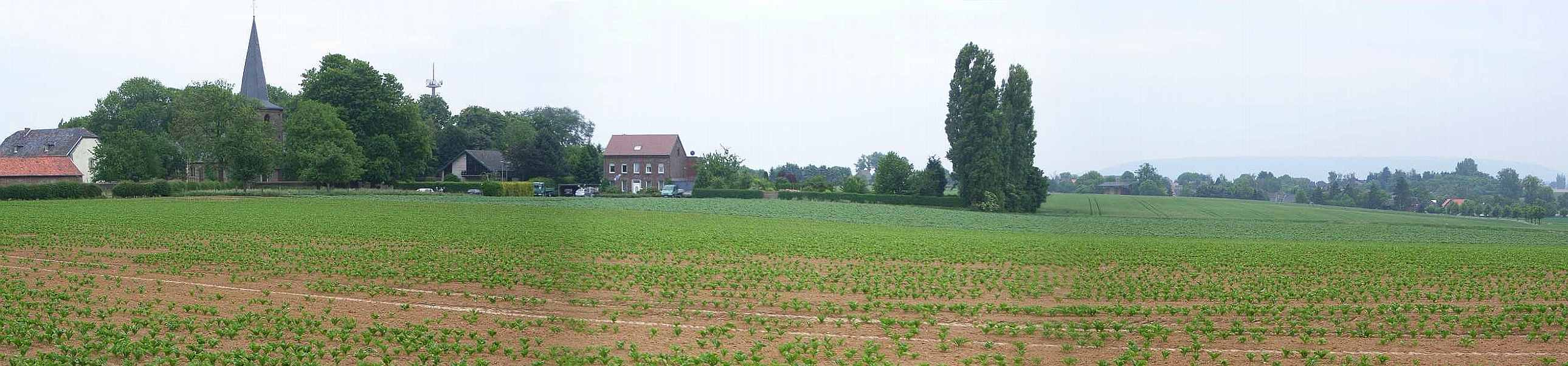
Acker bei Mündt und Opherten

Opherten liegt in der Jülicher Börde nordwestlich von Titz. Direkt am Ort verläuft die Wasserscheide zwischen Rur und Erft. Die Höhe über Normalnull beträgt etwa 100 m.
In der Nähe von Opherten entspringt der Malefinkbach.

## Geschichte
Im Bereich Opherten soll sich bereits im 4. Jahrhundert ein Heerlager der Burgunden befunden haben. Der Name Opherten (her ‚Heer‘ und ten ‚Zaun‘) lässt diesen Rückschluss zu.

## Verkehr
Den ÖPNV stellt Rurtalbus durch die AVV-Buslinie 284 und ein Anrufsammeltaxi sicher. Bis zum 31. Dezember 2019 wurde diese Buslinie vom BVR Busverkehr Rheinland bedient.
| Linie | Verlauf |
| ----- | --- |
| 284   | (Jülich Schulzentrum – Walramplatz – Neues Rathaus →) Jülich Bf/ZOB – Stetternich – Welldorf – Güsten – Höllen – Rödingen – Kalrath – Ameln – Titz – (Opherten – Mündt –) Jackerath |
| AST   | AnrufSammelTaxi: Mo–Fr abends, Sa nachmittags/abends, So Jülich Bf/ZOB – Jülich Innenstadt – Lich-Steinstraß / Stetternich – Pattern / Welldorf – Mersch / Serrest / Güsten – Hompesch / Sevenich / Höllen – Müntz / Spiel / Rödingen / Bettenhoven – Ameln / Hasselsweiler / Ralshoven – Gevelsdorf / Kalrath – Titz – Mündt / Opherten – Jackerath |

## Vereine und Institutionen
- Katholische Frauengemeinschaft Mündt-Opherten
- Karnevalsgesellschaft GV „Frohsinn“ Opherten 1950
- Spielvereinigung Jackerath-Opherten 1907/1911 e. V. (Ehemals DJK Germania 1907 Jackerath und FC Eintracht 1911 Opherten)
- Freiwillige Feuerwehr Opherten
- Ortsbauernschaft Titz-Opherten
- Bürgerhaus Opherten e. V.
- Elterninitiative Kinderspielplatz Opherten
- Kirchenchor "cantamus Opherten"

## Mit Opherten verbundene Persönlichkeiten
- Heiner Bielefeldt (* 1958), katholischer Theologe, Philosoph und Historiker
- Josef Neumann (1856–1912), katholischer Priester